# Детоха
Детоха — река в России, протекает в Порховском районе Псковской области, исток реки на территории Дедовичского района.
Устье реки находится в 53 км по левому берегу реки Уза в 900 метрах к северу от деревни Бортниково. Длина реки составляет 10 км.
На реке стоят деревни Красноармейской волости: Летохино, Укреть, Качурицы и Бортниково.

## Данные водного реестра
По данным государственного водного реестра России относится к Балтийскому бассейновому округу, водохозяйственный участок реки — Шелонь, речной подбассейн реки — Волхов. Относится к речному бассейну реки Нева (включая бассейны рек Онежского и Ладожского озера).
Код объекта в государственном водном реестре — 01040200412102000024571.